# Laura Marling
Laura Beatrice Marling (Berkshire, Anglaterra, 1 de febrer de 1990) és una cantautora folk britànica. Els instruments utilitzats a les seves cançons son, a més de la veu, la guitarra, el baix i el piano. Va guanyar el premi Brit a la millor artista solista britànica als Brit Awards del 2011 i va ser nominada al mateix premi al 2012, 2014, 2016 i 2018. Entre les seves influències es troben Joni Mitchell, Neil Young i Bob Dylan.
Nascuda a Berkshire, al sud d'Anglaterra, Marling es va unir a les seves germanes grans a Londres als 16 anys, per seguir una carrera musical. Va tocar amb diversos grups i va publicar el seu àlbum debut Alas, I Cannot Swim el 2008. El seu primer àlbum, el seu segon àlbum I Speak because I Can, el seu quart disc Once I Was an Eagle i el seu setè àlbum Song for Our Daughter va ser nominada al Mercury Music Prize el 2008, 2010, 2013 i 2020 respectivament. El seu sisè disc, Semper Femina, també va ser nominat al premi Grammy en la categoria de millor àlbum folk.

## Carrera musical
El primer àlbum de Laura Marling, Alas, I Cannot Swim, va sortir a la venda el 4 de febrer de 2008 i va ser nominat al Mercury Prize 2008. El senzill Ghosts va llançar-se prèviament el 15 de gener d'aquest mateix any. El seu segon àlbum, I Speak Because I Can, va ser publicat el 2010.
El seu tercer àlbum va sortir a la venda el 2011 sota el nom de A Creature I Don't Know. L'àlbum va rebre crítiques positives i va arribar al número quatre de les llistes d'àlbums del Regne Unit.
El 2013 va sortir al seu quart àlbum, Once I Was an Eagle, un àlbum que va rebre bones crítiques i amb el que va assolir el lloc número tres a la llista UK Album Chart. Laura Marling va ser nominada de nou com a millor artista femenina britànica als Brit Awards de 2014.
El 16 de desembre de 2014 anuncia el nom del seu cinquè àlbum: Short Movie. Anuncia que la data de llançament seria el 23 de març de 2015 per al Regne Unit, i un dia més tard per Estats Units.
Blake Mills va confirmar que el sisè àlbum de Laura Marling estava completament gravat, i el novembre de 2016, Laura Marling anunciava que la data del llançament del seu àlbum, sota el nom de Semper Femina, seria el març de 2017. A més, va sortir el primer single de l'álbum, anomenat Shoothing. El senzill va ser llançat junt a un videoclip oficial dirigit per la mateixa Laura Marling.
El 5 d'abril de 2020, Marling va anunciar el llançament del seu setè àlbum en solitari a través d'Instagram, publicant també una cançó del disc "Held Down", a mitjanit. Song for Our Daughter es va publicar el 10 d'abril de 2020. L'àlbum, que s'havia de publicar a l'agost de 2020, es va publicar abans, en part a causa de la pandèmia COVID-19. La pandèmia també va provocar que Marling cancel·lés moltes dates de la gira del 2020.

## Discografia
La discografia de Laura Marling consta de set àlbums d'estudi, un àlbum en directe, sis obres de teatre ampliat i disset senzills. També ha participat en senzills d'altres dos artistes i ha publicat un EP en col·laboració amb Mumford and Sons i el col·lectiu indi Dharohar Project el 2010.

### En solitari
- Alas, I Cannot Swim (2008)
- I Speak Because I Can (2010)
- A Creature I Don't Know (2011)
- Once I Was an Eagle (2013)
- Short Movie (2015)
- Semper Femina (2017)
- Song for Our Daughter (2020)

### Amb LUMP
- LUMP (June 2018)